# Đấu Roi
Đấu roi là một môn thi đấu kỹ thuật đánh roi (trường côn) của võ thuật cổ truyền Việt Nam, chủ yếu ở miền Trung. Khởi đầu từ một trong những môn thi đấu bắt buộc để tuyển võ quan thời Nguyễn, ngày nay, đấu roi trở thành một môn thi đấu thể thao văn hóa truyền thống của vùng miền Nam Trung Bộ.

## Lịch sử